# Гензель, София Фридерика
София Фридерика Гензель (нем. Friederike Sophie Hensel; урождённая Спарман нем. Sparmann; 1738, Дрезден — 22 ноября 1789, Шлезвиг, Шлезвиг-Гольштейн), с 1772 года Зейлер (Seyler) — крупнейшая немецкая актриса

 XVIII века (наряду с Ф. К. Нойбер). Известна также как драматург. Внучка архитектора М. Д. Пёппельмана.

## Биография
София Фридерика Спарман родилась в 1738 году в городе Дрездене и была единственным ребенком в семье доктора Иоганна Вильгельма Спармана (нем. Johann Wilhelm Sparmann) и его жены Луизы Катарины Пёппельман (нем. Luise Catharina Pöppelmann). Её родители развелись, когда Софи было 11 лет; с тех пор как ее мать ушла, Софи росла с дядей, который так плохо с ней обращался, что она сначала сбежала к другому родственнику, а потом на театральную сцену, которой посвятила всю жизнь.
С 1754 года она стала членом Общества Шуха в Данциге и Бреслау, где через год вышла замуж за актёра Иоганна Готлиба Гензеля, брак с которым распался в 1759 году. Некоторое время она курсировала между Веной, Франкфуртом и Хильдбургхаузеном и даже подумывала бросить театр из-за плохого здоровья. В конце концов она стала членом труппы Конрада Эрнста Аккермана в Гамбурге. Гензель участвовала в основании Гамбургского национального театра.
В Гамбурге Гензель неоспоримо блистала как первая трагическая актриса; теоретик искусства и литературный критик-просветитель Готхольд Эфраим Лессинг назвал её «без сомнения одной из лучших актрис, которые когда-либо были в немецком театре». Особенно удавались ей трагические роли страстных женских натур.

Абель Зейлер — муж

После закрытия Гамбургского национального театра в 1769 году и очередного раскола в Аккермановском обществе она переходила со сцены на сцену с «Обществом Зейлера», которое возглавлял ее возлюбленный Абель Зейлер. В 1787 году она окончательно поселилась в Шлезвиге с Зейлером, за которого вышла замуж в 1772 году, где он стал директором придворного театра, и она была с ним на сцене до самой смерти.
Гензель была ещё и крайне непростой актрисой, которая крайне неадекватно реагировала на малейшую критику и вызывала у окружающих напряжение своим раздутым тщеславием. Помимо актерской деятельности, она также написала несколько сценических постановок. Её драма «Похищение, или Нежная мать» по роману ирландской писательницы Фрэнсис Шеридан широко ставилась в 1770-х годах. Она подняла популярную тему преследуемой невиновности, но сосредоточился не столько на драматических сценах между похитителем и похищенными, сколько на беспорядках в семье похитителя, особенно на властной матери и её сугубо черно-белой морали. Гензель также написала либретто для романтического зингшпиля «Hüon und Amande», который в конце XVIII века пользовался большим успехом у гамбургской публики.
София Фридерика Зейлер скончалась 22 ноября 1789 года в городе Шлезвиге.